# چائیریولو (بایبورد)
چائیریولو {{ترکی|Çayıryolu) (به ارمنی: Սինոռ) (به کردی: Sinûr) یک منطقهٔ مسکونی در ترکیه است که در بایبورد واقع شده‌است. چائیریولو ۴۸۹ نفر جمعیت دارد.